# Nemzeti Bajnokság I de 2019–20
A Nemzeti Bajnokság I de 2019-2020 (também conhecida como Liga OTP Bank 2019-2020 por razões de patrocínio), e também como NB I, foi a 118ª edição da principal divisão do futebol da Hungria. O Ferencváros foi o campeão. 
A temporada foi adiada em 16 de março de 2020 devido à pandemia de COVID-19 na Hungria e retomada em 23 de maio.

## Times
| Clube           | Cidade         | Estádio                    | Capacidade |
| --------------- | -------------- | -------------------------- | ---------- |
| Budapest Honvéd | Budapeste      | Estádio József Bozsik      | 10,000     |
| Debrecen        | Debrecen       | Estádio Nagyerdei          | 20,340     |
| DVTK            | Miskolc        | DVTK-stadion               | 15,325     |
| Fehérvár        | Székesfehérvár | MOL Aréna Sóstó            | 14,201     |
| Ferencváros     | Budapeste      | Groupama Arena             | 22,000     |
| Kaposvár        | Kaposvár       | Estádio Rákóczi            | 7,000      |
| Kisvárda        | Kisvárda       | Estádio Várkerti           | 2,850      |
| Mezőkövesd      | Mezőkövesd     | Estádio Mezőkövesdi Városi | 4,183      |
| Puskás Akadémia | Felcsút        | Pancho Aréna               | 3,816      |
| Paks            | Paks           | Estádio Fehérvári úti      | 6,150      |
| Újpest          | Budapeste      | Estádio Ferenc Szusza      | 13,501     |
| Zalaegerszeg    | Zalaegerszeg   | ZTE Arena                  | 11,200     |

## Tabela
| Pos | Time                | J  | V  | E  | D  | GP | GC | SG  | Pts | Qualificação                                        |
| --- | ------------------- | -- | -- | -- | -- | -- | -- | --- | --- | --------------------------------------------------- |
| 1   | Ferencváros (C, Q)  | 33 | 23 | 7  | 3  | 58 | 24 | +34 | 76  | 1ª Fase Qualificatória da Liga dos Campeões da UEFA |
| 2   | Fehérvár (Q)        | 33 | 18 | 9  | 6  | 56 | 29 | +27 | 63  | 1ª Fase Qualificatória da Liga Europa da UEFA       |
| 3   | Puskás Akadémia (Q) | 33 | 14 | 12 | 7  | 52 | 41 | +11 | 54  | 1ª Fase Qualificatória da Liga Europa da UEFA       |
| 4   | Mezőkövesd          | 33 | 14 | 8  | 11 | 42 | 31 | +11 | 50  |                                                     |
| 5   | Budapest Honvéd (Q) | 33 | 12 | 8  | 13 | 36 | 44 | -8  | 44  | 1ª Fase Qualificatória da Liga Europa da UEFA[a]    |
| 6   | Újpest              | 33 | 12 | 7  | 14 | 45 | 45 | 0   | 43  |                                                     |
| 7   | Zalaegerszeg        | 33 | 11 | 10 | 12 | 51 | 44 | +7  | 43  |                                                     |
| 8   | Kisvárda            | 33 | 12 | 6  | 15 | 42 | 43 | -1  | 42  |                                                     |
| 9   | DVTK                | 33 | 12 | 5  | 16 | 40 | 52 | -12 | 41  |                                                     |
| 10  | Paks                | 33 | 11 | 8  | 14 | 46 | 53 | -7  | 41  |                                                     |
| 11  | Debrecen (R)        | 33 | 11 | 6  | 16 | 48 | 57 | -9  | 39  | Rebaixado à NB II                                   |
| 12  | Kaposvár (R)        | 33 | 4  | 2  | 27 | 27 | 80 | -53 | 14  | Rebaixado à NB II                                   |

Fonte: MLSZ, Soccerway
Regras de classificação: 1) Pontos; 2) Vitórias; 3) Saldo de gols; 4) Gols pró; 5) Confronto direto (pontos); 6) Confronto direto (saldo de gols); 7) Confronto direto (gols marcados como visitante); 8) Fair-Play; 9) Sorteio
(C) Campeão, (Q) Qualificado à fase indicada, (R) Rebaixado.
Nota:
- a^ : Como campeão da Copa da Hungria de 2019–20

## Estatísticas

### Maiores artilheiros
Atualizado em 29 de junho de 2020
| Pos | Jogador          | Clube           | Gols |
| --- | ---------------- | --------------- | ---- |
| 1   | András Radó      | Zalaegerszeg    | 13   |
| 2   | Norbert Könyves  | Paks            | 11   |
| 2   | Davide Lanzafame | Budapest Honvéd | 11   |
| 2   | David Vaněček    | Puskás Akadémia | 11   |
| 5   | Gergely Bobál    | Zalaegerszeg    | 10   |
| 5   | Franck Boli      | Ferencváros     | 10   |
| 5   | Armin Hodžić     | Fehérvár        | 10   |